# Owsla (álbum)
Owsla es el álbum debut de la banda inglesa de crust punk Fall of Efrafa.

## Recepción
El álbum recibió críticas favorables. Punknews.org remarca que la canción Pity the Weak posee letras asombrosas y enaltece el talento del vocalista: "Es realmente difícil de creer que esta banda posea un estilo vocal único y bien desarrollado comparado con su corta trayectoria".

## Lista de canciones
1. "Intro" – 1:00
2. "Pity the Weak" – 6:17
3. "A Soul to Bear" – 4:17
4. "Lament" – 1:50
5. "Last But Not Least" – 10:41
6. "The Fall of Efrafa" – 15:00

## Créditos
- Mikey Douglas - bajo
- George - batería
- Neil Kingsbury - guitarra, piano
- Steve - guitarra
- Alex CF - voz, letras
- Jonathan - chelo